# Province de Salamanque
La province de Salamanque (en espagnol : Provincia de Salamanca) est une des trois provinces du Royaume de León, jusqu'à l'actuelle communauté autonome de Castille-et-León, dans l'ouest de l'Espagne. Sa capitale est la ville de Salamanque.

## Géographie
La province de Salamanque est située au sud-ouest de la communauté autonome et couvre une superficie de 12 336 km2.
Elle est bordée au nord par la province de Zamora, au nord-ouest par la province de Valladolid, à l'est par la  province d'Ávila, au sud par la province de Cáceres et à l'ouest par le Portugal.